# Herman Saftleven

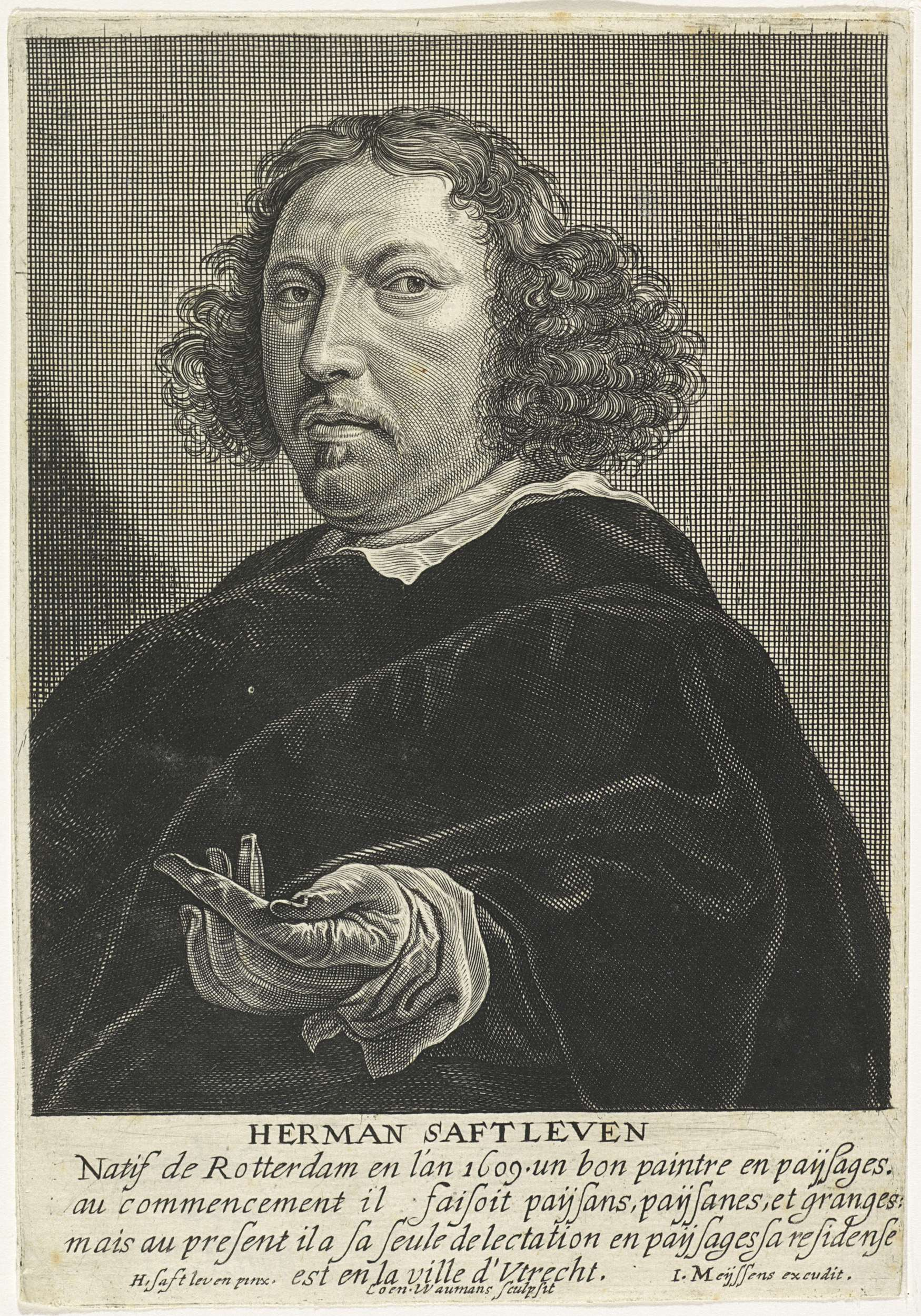
Herman Saftleven

Herman Saftleven (auch: Sachtleven, Hermann Saftleven) (* 1609 bei Rotterdam; † 5. Januar 1685 in Utrecht) war ein niederländischer Landschaftsmaler, Radierer und Zeichner.

## Leben
Saftleven war ein Sohn des Malers und Kunsthändlers Herman Saftleven (um 1580–Ende März 1627) und dessen Frau Lijntje (Catharina) Cornelisdr. (Moelants, † 9. Februar 1626). Die Mutter war zuvor mit Abraham van Bazeroode verheiratet. Nach ihrem Tod heiratete der Vater 1626 Lucrezia de Beauvois, die jedoch schon Anfang 1627 starb. Nach der Angabe von Wolfgang Schulz, soll sie die minderjährigen Kinder mit in die Ehe gebracht haben. Er war vermutlich ein Schüler seines älteren Bruders Cornelis Saftleven (um 1608–1681) und einen weiteren Bruder Abraham Saftleven (* um 1613). Alle drei Söhne wurden, da sie nach des Vaters Tod nun Waisen und noch minderjährig waren, unter die Vormundschaft von Henrick Adriaensz. und Jan Matheusz. van der Poel gestellt. Der jüngste, Abraham wurde zu Abraham Verlinden (van der Linden) nach Rotterdam in die Lehre gegeben wurde, um das Malen zu erlernen. Er war ein Schüler des Malers Jan van Goyen bevorzugte es jedoch sich an der Natur zu orientieren und seine Ansichten und Landschaften möglichst exakt wiederzugeben. Zudem stattete er seine Werke oftmals mit Schiffen und Figuren aus.
Er lebte seit 1632 in Utrecht, bildete sich jedoch mehr nach den Antwerpener Landschaftsmalern. Saftleven bekleidete in den Jahren 1655 bis 1667 mehrmals Ämter im „Schiderscollege“ der Utrechter Lukasgilde. Im Jahr 1634 malte er gemeinsam mit seinem Bruder Cornelis ein Familienerbstück für Godart van Reede van Nederhorst für das Schloss Haarzuylen bei Utrecht. In Utrecht hatte er unter anderem freundschaftliche Beziehungen zu den Malern Abraham Bloemaert, Dirck van der Lisse und Cornelis van Poelenburgh, mit denen er 1635 für das Landschlosses Huis Honselaarsdijk eine Serie von 4 Gemälden mit Szenen aus der Tragikomödie Il pastor fido von Giovanni Battista Guarini anfertigte. Während seiner Reise nach Deutschland wohnte er 1667 unter anderem in Elberfeld. Er unternahm ausgedehnte Reisen an die Mosel und den Rhein, besuchte dabei auch Basel und fertigte dabei viele Flusslandschaften.
Die Stadtregierung Utrechts beauftragte Saftleven nach dem Sturm von 1674, die entstandenen Schäden am Utrechter Dom zu dokumentieren. Seine mit minutiöser Feinheit ausgeführten Bilder sind in den meisten Galerien vorhanden. Saftleven fertigte in den Jahren 1640 bis 1669 etwa vierzig Radierungen an. Zu seinen Schülern zählen Willem van Bemmel, Jan van Bunnik (1654–1727) und Jan Vorsterman.

## Familie
Am 15. Mai 1634 heiratete er Anna van Vliedt oder Vliet († 1684) aus Utrecht, mit der er vier Kinder hatte, zwei Töchter und zwei Söhne:
- Sara Saftleven (nach 1633 geboren) wurde Malerin und mehrmals verheiratet war ⚭ 1. im Juni 1671 mit Jacob Adriaensz. Broers,[7] 2. am 16. Oktober 1685 Paul Dalbach († 1691), 3. am 5. Oktober 1692 Jacob Ploos (1630–1694).

Saftleven starb 1685 und wurde in der Buurkerk in Utrecht beigesetzt.

## Werke (Auswahl)

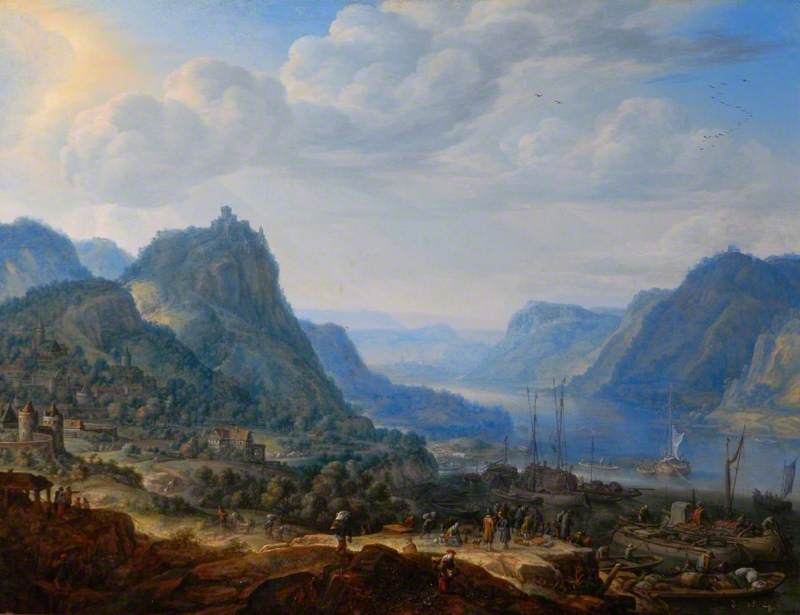
Herman Saftleven, der Jüngere (1609–1685) - Blick auf den Rhein - B.M.183 - Bowes Museum

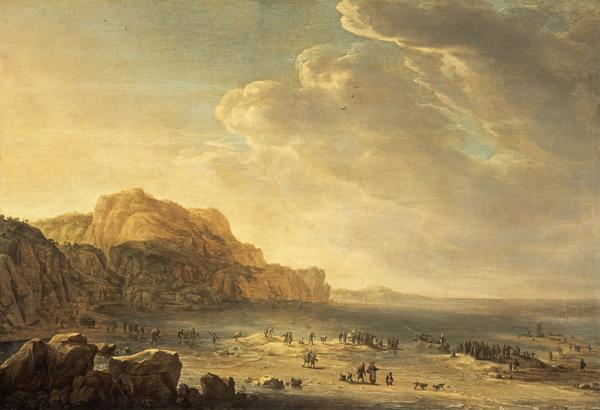
Herman Saftleven - Jesus predigt vom Boot - NG 1508 - National Galleries of Scotland

Zu seinen Gemälden gehören Stücke und Landschaften mit Nymphen (in der Art von Poelenburg) und zahlreiche Berg- und Flusslandschaften, darunter viele Ansichten der Mosel und des Rheins. Viele seiner Werke finden sich heute in berühmten Museen und Sammlungen.
Ölgemälde
- Jesus lehrt auf dem Boot des Heiligen Peters (47 × 63 cm), 1667, National Gallery (London)
- Rheinlandschaft mit Landungsplatz (46 × 63 cm), 1666, Kunsthistorisches Museum Wien
- Flusslandschaft mit Regenbogen (45 × 64 cm), 1667, Alte Pinakothek, München
- Berglandschaft bei Boppard am Rhein (23 × 28 cm), Rijksmuseum Amsterdam
- Flusslandschaft (51 × 73 cm), Smithsonian American Art Museum, Washington D.C.
- Entenjagd am Teich (37 × 47 cm), Nationalmuseum Warschau
- Berglandschaft mit Staffage (40 × 48 cm), Museum Boijmans Van Beuningen, Rotterdam
- Weite Rheinlandschaft (18 × 23 cm), Fogg Art Museum, Cambridge (Massachusetts)
- Blick auf den Rhein (45 × 60 cm), Bowes Museum, Barnard Castle
- Jesus predigt vom Boot (75 × 108 cm), 1642, Scottish National Gallery

Zeichnungen
- Zwanzig Zeichnungen der Ruinen des Doms und der Peterskirche nach dem schrecklichen Orkan vom 1. August 1674 (städtisches Antiquitätenmuseum in Utrecht)[9]
- Plan der Stadt Utrecht und Ansichten der Stadt Utrecht

Radierungen
- Selbstporträt
- 1640–1648: Zahlreiche Landschaften, darunter Ansicht von Amersfoort, Ansicht von Utrecht
- 1646: Vier Jahreszeiten
- 1667: Zwei Schiffe (niederländisch twee schepen)